# Siemens A60
Siemens A60 — мобільний телефон фірми Siemens Mobile, що вийшов 2003 року. Один з перших у світі мобільних телефонів з кольоровим дисплеєм. Створений на основі Siemens C60 і є його спрощеним варіантом: ця модель відрізняється відсутністю підтримки Java-аплетів і MMS-повідомлень, зменшеним об'ємом пам'яті і неможливістю підключення зовнішньої камери.

## Опис
Телефон є кнопковим моноблоком у пластиковому корпусі з кольоровим екраном. Зазначено, що якість корпусу не найвища — іноді виявляють люфти. У телефону знімні задня кришка, передня панель, блок клавіш і акумулятор. На верхньому торці є отвір для шнурка.
Клавіатура типова для телефонів Siemens. Експерти звертають увагу на те, що кнопки приймання і скидання дзвінка невеликі й розташовані заблизько, а на дотик нічим не відрізняються від решти клавіатури, що іноді призводить до помилкових натискань на цифри.
Дисплей телефону кольоровий, виконаний за технологією STN і має роздільну здатність 101х80. На момент випуску моделі (кінець 2003 року) використання таких екранів було нетиповим для низькобюджетних мобільних телефонів, до яких належить Siemens A60.
Прямими конкурентами Siemens A60, за версією видання IXBT, є інші дешеві телефони з кольоровими екранами — Alcatel One Touch 332 і Motorola C350. Зазначено, що попри деякі відмінності, за сукупністю споживчих характеристик ці пристрої є приблизно на одному рівні.